# 4745 Ненсімарі
4745 Ненсімарі (4745 Nancymarie) — астероїд головного поясу, відкритий 9 липня 1989 року.
Тіссеранів параметр щодо Юпітера — 3,226.